# Меріатум
Меріатум (*XIII ст. до н. е.) — давньоєгипетський діяч XIX династії, верховний жрець Ра у Геліополісі наприкінці правління фараона Рамсеса II. Ім'я перекладається як «Улюблинець Атума».

## Життєпис
Походив з XIX династії. Молодший син фараона Рамсеса II та Нефертарі. Близько 20 року правління свого батька здійснив експедицію на Синайський півострів, де обстежував бюрізові копальні.
Після цього стає верховним жерцем Ра близько 1253 року до н. е., обіймав цю посаду близько 20 років —десь до 1233 року до н. е. Помер ще за життя Рамсеса II. Поховано в KV5 в Абу-Сімбелі.
Натепер збереглися 2 статї, стела і остракон з ім'ям Меріатума. Вои храняться у Берлінському та Ґільдесхаймському музеях.